# Phyprosopus parthenope
Phyprosopus parthenope är en fjärilsart som beskrevs av William Schaus 1913. Phyprosopus parthenope ingår i släktet Phyprosopus och familjen nattflyn. Inga underarter finns listade i Catalogue of Life.